# Lupinus aberrans
Lupinus aberrans är en ärtväxtart som beskrevs av Charles Piper Smith. Lupinus aberrans ingår i släktet lupiner, och familjen ärtväxter. Inga underarter finns listade i Catalogue of Life.